# Trittico dei Frari
Il Trittico dei Frari è un dipinto olio su tavola (pannello centrale 184x79 cm, pannelli laterali 115x46 cm) di Giovanni Bellini, datato 1488 e conservato nella basilica di Santa Maria Gloriosa dei Frari a Venezia.

## Storia
L'opera è firmata e datata 1488 al centro del basamento del trono della Vergine. Forse l'esecuzione richiese alcuni anni, per cui la pala può essere stata iniziata alcuni anni prima, nel 1485 (Fry). Sul retro una scritta indica la data del 15 febbraio 1488 (more veneto, quindi 1489). L'opera fu commissionata a Bellini dai fratelli Benedetto, Nicolò e Marco Pesaro, figli di Pietro.

## Descrizione e stile
L'opera è un trittico, composta cioè da tre scomparti: al centro la Madonna in trono col Bambino e due angeli musicanti, a sinistra i Santi Nicola e Pietro e a destra Marco e Benedetto.
Nonostante la divisione in scomparti piuttosto arcaica, derivata forse da un'esplicita richiesta dei committenti, Bellini risolse l'opera creando una straordinaria continuità spaziale tra i dipinti, messa in risalto, anziché interrotta, dalla cornice disegnata forse dallo stesso autore, che ricrea gli elementi architettonici della pala stessa. L'opera appare così ambientata in una loggetta aperta, retta da pilastri  corinzieggianti, con al centro una volta a botte e una nicchia con cupoletta semicircolare ricoperta da mosaici dorati, dove si legge un'invocazione alla Vergine in latino: IANUA CERTA POLI DUC MENTEM DIRIGE VITAM: QUAE PERAGAM COMMISSA TUAE SINT OMNIA CURAE ("Porta sicura del cielo, guida la mente, dirigi la vita: sia tutto ciò che faccio affidato alla tua cura"). La Madonna è posta su di un piedistallo ai cui piedi vi sono due angioletti musici, uno con il liuto e l'altro il flauto.
L'effetto è uno sviluppo delle ricerche illusionistiche avviate con la Pala di San Giobbe, con la quale ha molte caratteristiche in comune: la Vergine sull'alto trono marmoreo, la luce dorata interrotta solo dal profondo blu del manto della Vergine (che la isola iconicamente), la presenza dell'abside mosaicata nel più tipico stile bizantino-veneziano.
Ai lati, sottili strisce di paesaggio suggeriscono una vasta profondità prospettica.
Le tre tavole sono racchiuse in una cornice lignea disegnata probabilmente da Bellini e realizzata Jacopo da Faenza un apprezzato intagliatore collaboratore anche dei Vivarini.

## Galleria d'immagini

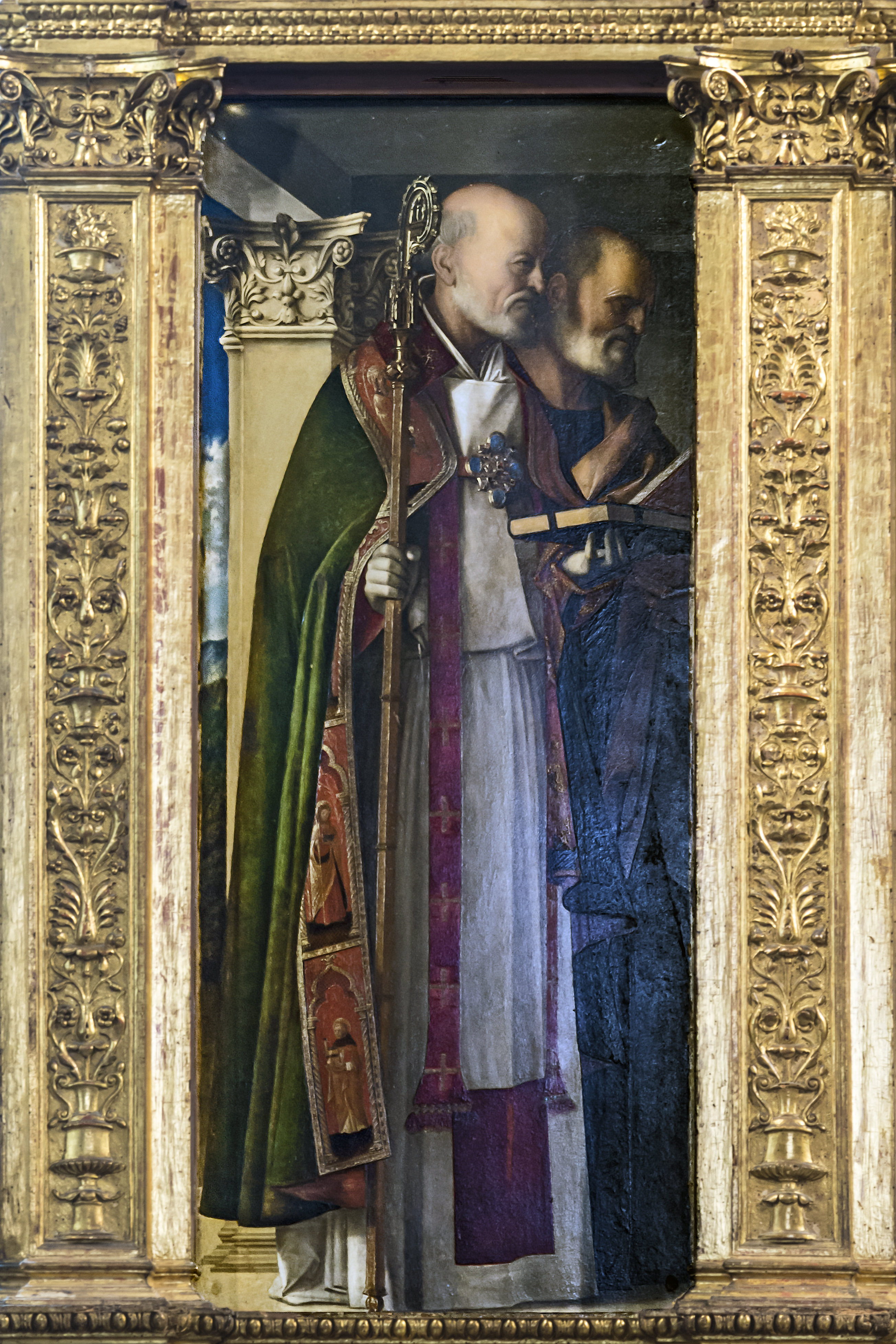
Pannello sinistro: Santi Pietro apostolo e Nicola di Bari
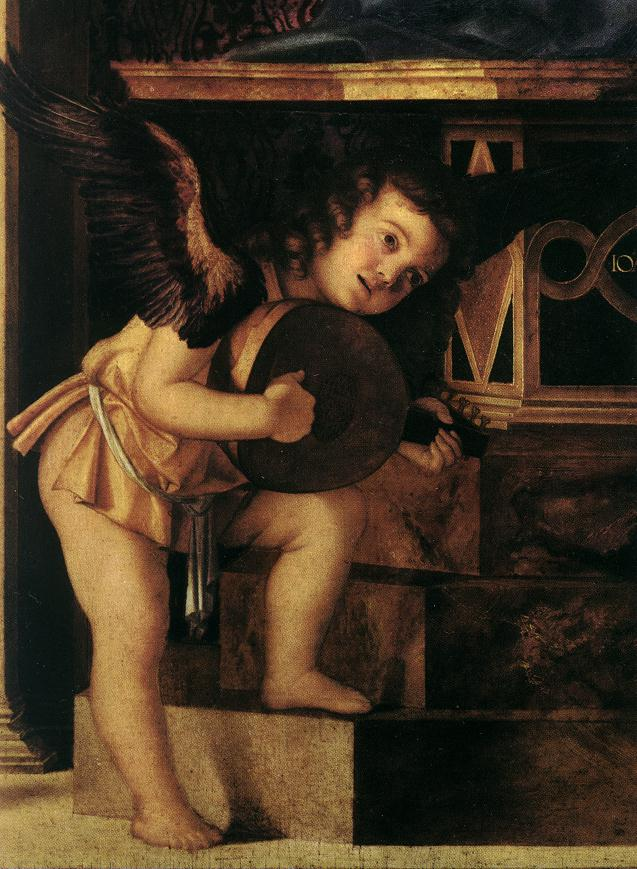
Pannello centrale: Angelo col liuto (particolare)
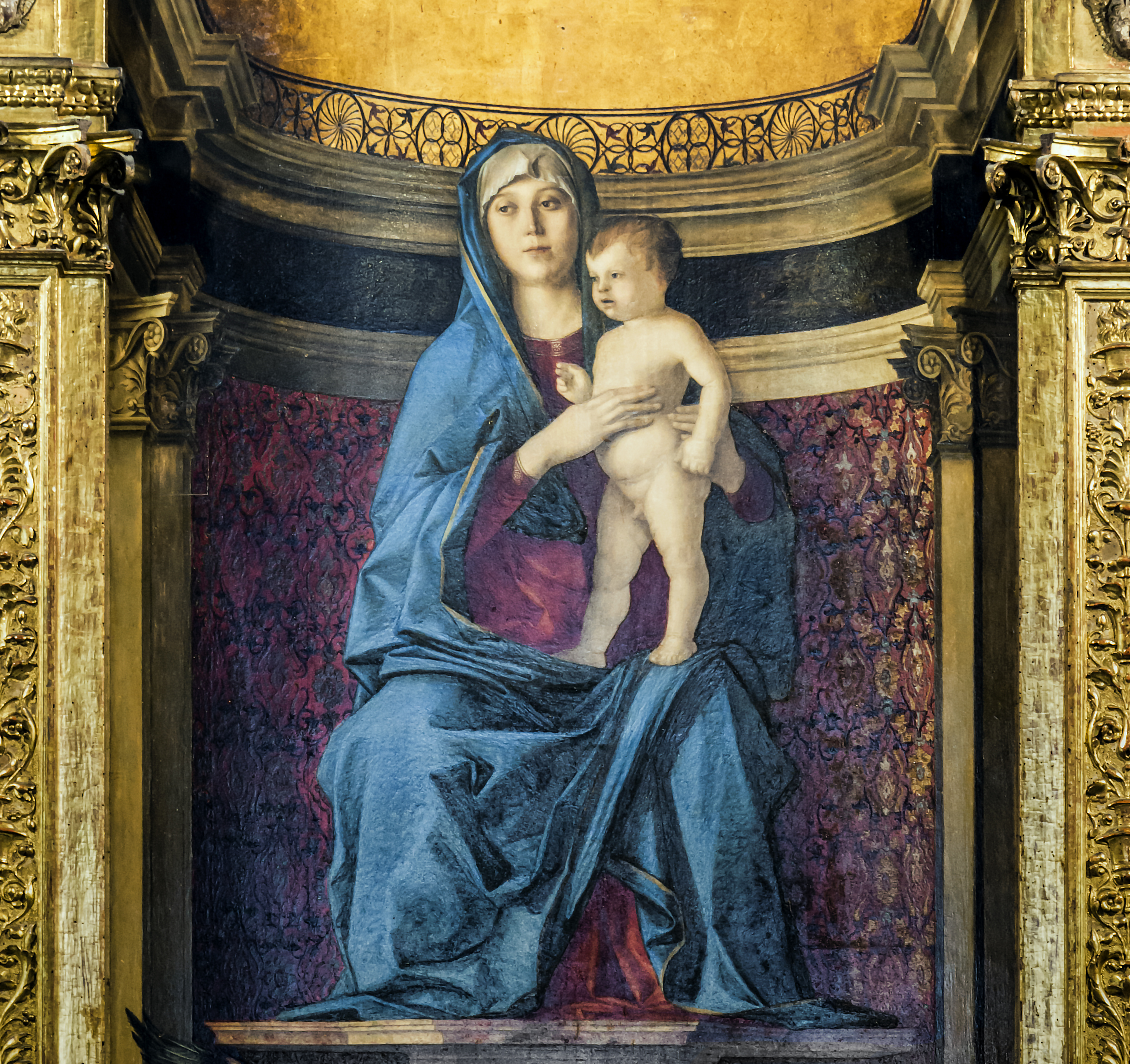
Pannello centrale: Madonna col Bambino (particolare)
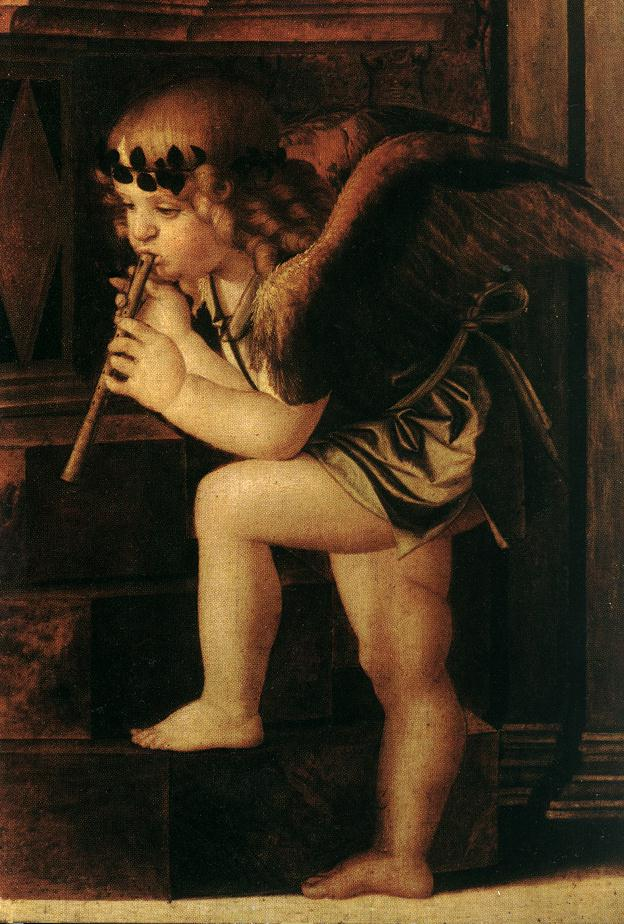
Pannello centrale: Angelo con flauto (particolare)
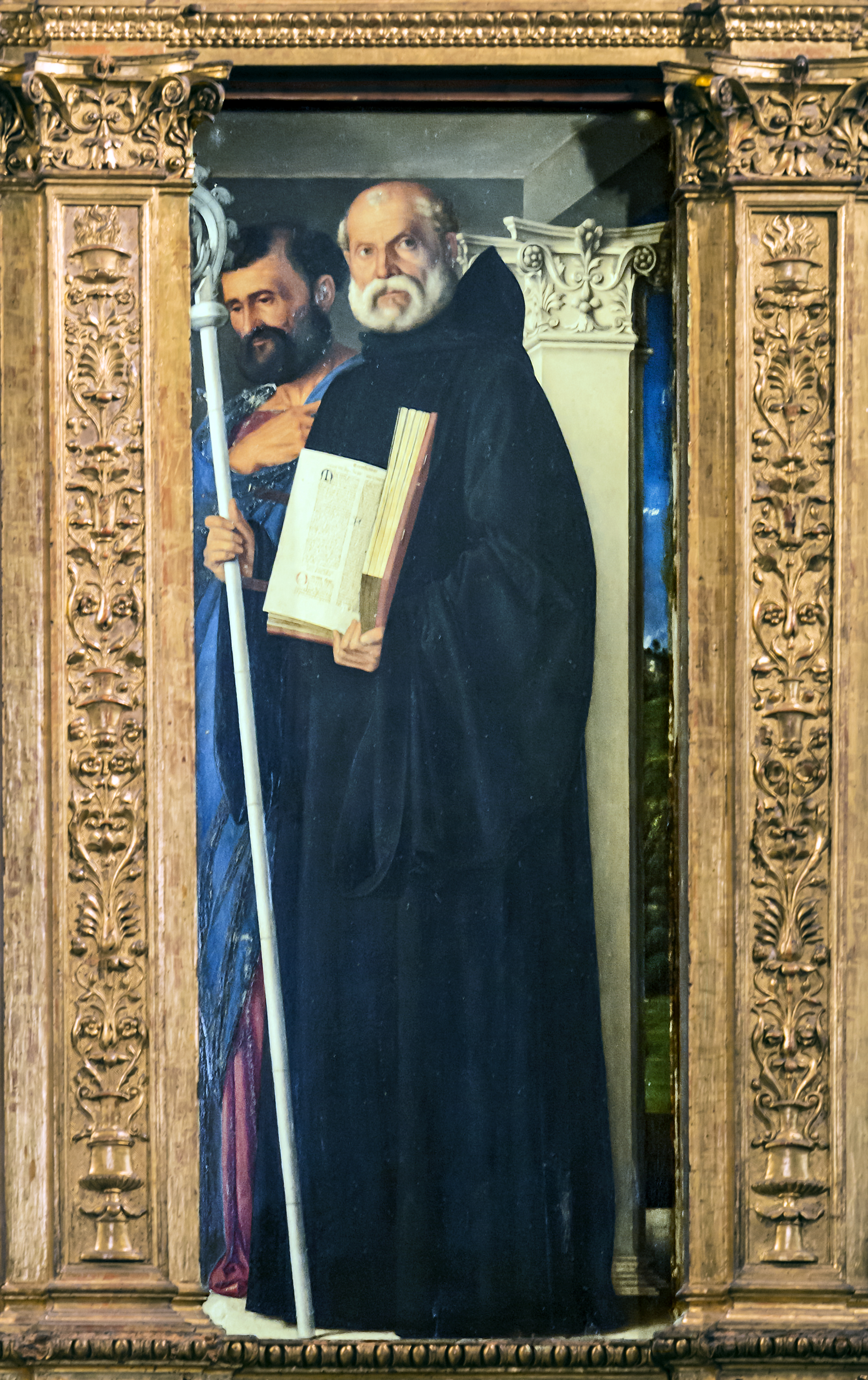
Pannello destro: Santi Benedetto da Norcia e Marco Evangelista